# 黄瘦蛇
黄瘦蛇（学名：Ahaetulla flavescens），一种分布于印度东北部、不丹、缅甸和中国西藏自治区东南部的爬行动物，隶属于游蛇科瘦蛇属。模式产地为印度阿萨姆邦勒金布尔县。本种长期被视为绿瘦蛇（Ahaetulla prasina）的一个亚种，2022年提升为独立物种。